# Столь-Нюберг, Биргит
Биргит Эллида Столь-Нюберг (швед. Birgit Ellida Ståhl-Nyberg; 27 ноября 1928, Хаммердаль — 20 января 1982, Лидингё) — шведская художница.

## Биография и творчество
Биргит Столь родилась в Хаммердале (лен Емтланд) в 1928 году. Она была старшей из пяти дочерей Элова Столя и Иды Юнсон. Отец Биргит, член Социал-демократической партии, был художником и музыкантом-любителем. Родители поддерживали стремление дочери стать художницей и оплатили для неё курс рисунка и живописи по переписке, который предоставлял в то время Nordiska korrespondensinstitutet. После окончания школы Биргит некоторое время работала в магазине, чтобы скопить денег на учёбу в Стокгольме. В 1949 году она поступила в школу живописи Отте Шёльда, но уже через четыре месяца деньги закончились, и ей пришлось вернуться в Хаммердаль. Там, однако, она познакомилась с художницей Бертой Ханссон, которая поддержала Биргит и помогла ей устроиться домашней работницей в семью дипломата в Дандерюде.
В 1952 году Биргит Столь поступила в стокгольмский Колледж искусств (Konsthögskolan). Там она познакомилась с Хендриком Нюбергом, за которого впоследствии вышла замуж. Закончив обучение в 1958 году, она предприняла учебные поездки во Францию и в Мексику. Первая её выставка состоялась в 1961 году в Стокгольме. На ней художница представила в основном городские пейзажи. В последующие годы она участвовала в совместных выставках со своим мужем и другими художниками, в том числе Ингегерд Мёллер. Постепенно круг тем её живописи изменился: в её картинах появились изображения пригородов, магазинов, метро, передававшие ощущение отчуждённости, анонимности и классовой розни людей в большом городе. Нередко она писала людей, которых действительно видела в метро или на городских улицах, стремясь одновременно передать индивидуальность каждого человека и показать его принадлежность к определённому классу и слою общества. Значительное влияние на её творчество оказали работы французского художника Фернана Леже.
В 1970-х годах Биргит Столь-Нюберг создавала рисунки на сюжеты из жизни рабочих, в том числе фарфоровой фабрики Густавсберг. В 1975 году она приняла участие в оформлении новой станции метро Акалла. Эта работа заняла у неё два года. В 1970-х — 1980-х годах она неоднократно проводила персональные выставки и принимала участие в выставках в разных городах Швеции. Последняя её персональная выставка состоялась в 1982 году в Стокгольме. Помимо собственного творчества, Столь-Нюберг также занималась преподаванием живописи, в том числе (с 1971 года) в Школе искусств и ремёсел (Konstfack).
Биргит Столь-Нюберг умерла в 1982 году в Лидингё и была похоронена в Хаммердале. В 2003 и в 2010 году в Эстерсунде состоялись ретроспективные выставки её работ.